# Panchlora
Panchlora é um gênero de baratas. O grupo é conhecido enquanto conjunto por baratas-verdes devido à coloração esverdeada das suas espécies. 

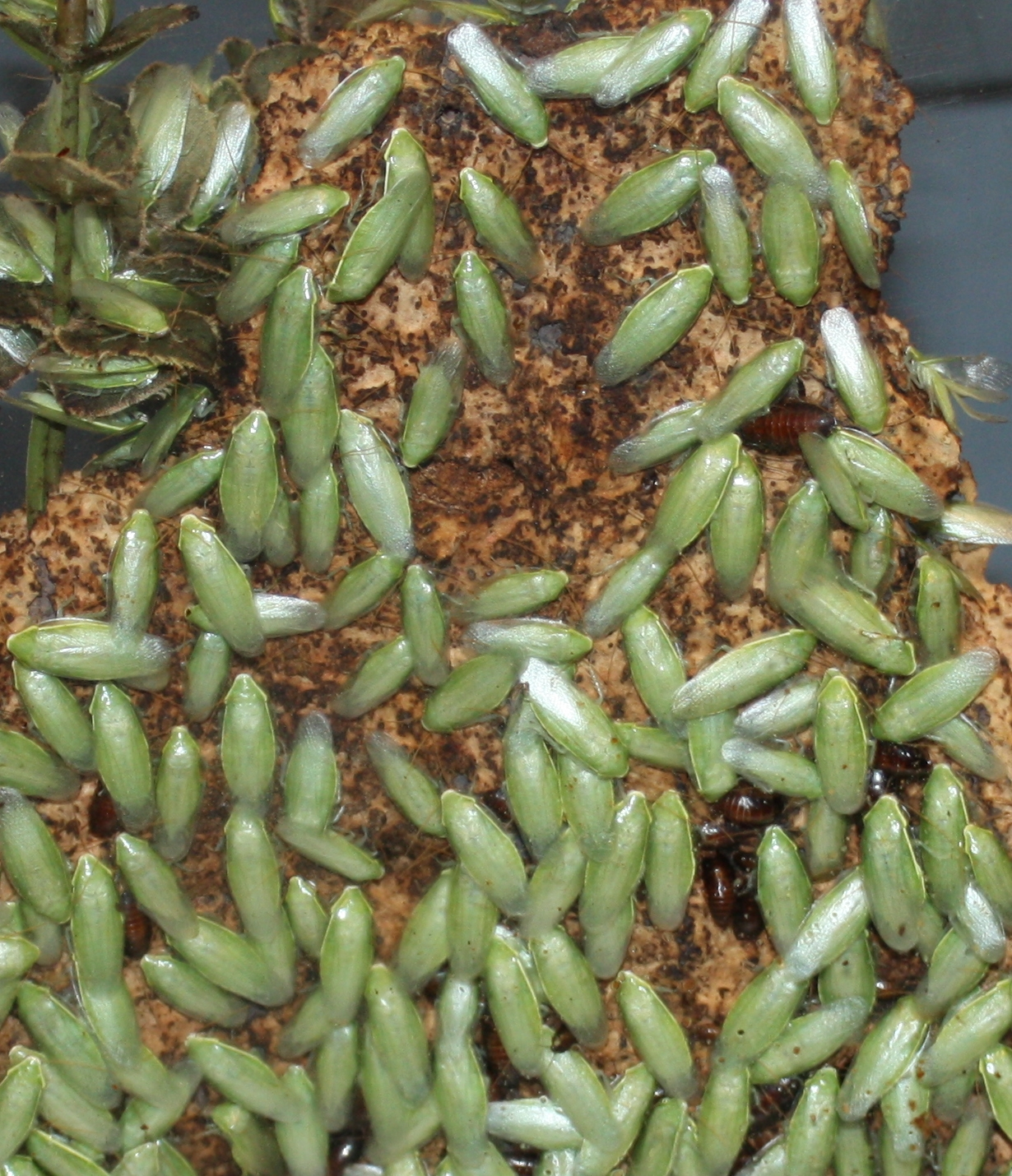
Panchlora nivea

Este gênero contém as seguintes espécies:
- Panchlora acolhua Saussure & Zehntner 1893
- Panchlora alcarazzas (Serville 1839)
- Panchlora aurora Hebard 1926
- Panchlora azteca Saussure 1862
- Panchlora bidentula Hebard 1916
- Panchlora cahita Hebard 1923
- Panchlora camerunensis Borg 1902
- Panchlora carioca Rocha e Silva 1959
- Panchlora colombiae Hebard 1919
- Panchlora cribrosa Saussure & Zehntner 1893
- Panchlora dumicola Rocha e Silva & Gurney 1962
- Panchlora erronea Saussure 1870
- Panchlora exoleta Burmeister, 1838
- Panchlora festae Giglio-Tos 1898
- Panchlora fraterna Saussure & Zehntner 1893
- Panchlora gracilis Rocha e Silva & Lopes 1977
- Panchlora hebardi Princis 1951
- Panchlora heterocercata Princis 1951
- Panchlora irrorata Hebard 1924
- Panchlora isoldae Lopes & de Oliveira 2000
- Panchlora itabirae Princis 1951
- Panchlora lancadon Saussure 1864
- Panchlora latipennis Saussure and Zehntner, 1893
- Panchlora maracaensis Lopes & de Oliveira 2000
- Panchlora mexicana Saussure 1862
- Panchlora minor Saussure & Zehntner 1893
- Panchlora montezuma Saussure & Zehntner 1893
- Panchlora moxa Saussure 1862
- Panchlora najas Dohrn 1888
- Panchlora nigricornis Walker, F., 1868
- Panchlora nigriventris Shelford 1912
- Panchlora nivea (Linnaeus, 1758)
- Panchlora panchlora Princis 1951
- Panchlora peruana Saussure 1864
- Panchlora petropolitana Rocha e Silva & Lopes 1977
- Panchlora prasina Burmeister 1838
- Panchlora pulchella Burmeister 1838
- Panchlora quadripunctata Stoll 1813
- Panchlora regalis Hebard 1926
- Panchlora sagax Rehn, J. A. G. & Hebard 1927
- Panchlora serrana Rocha e Silva 1959
- Panchlora stanleyana Rehn, J. A. G. 1931
- Panchlora stolata Borg 1902
- Panchlora thalassina Saussure & Zehntner 1893
- Panchlora tolteca Saussure 1873
- Panchlora translucida Kirby, W. F. 1903
- Panchlora viridis (Fabricius 1775)
- Panchlora vosseleri Shelford 1908
- Panchlora zendala Saussure 1862